# Ministerium für den öffentlichen Dienst Luxemburg

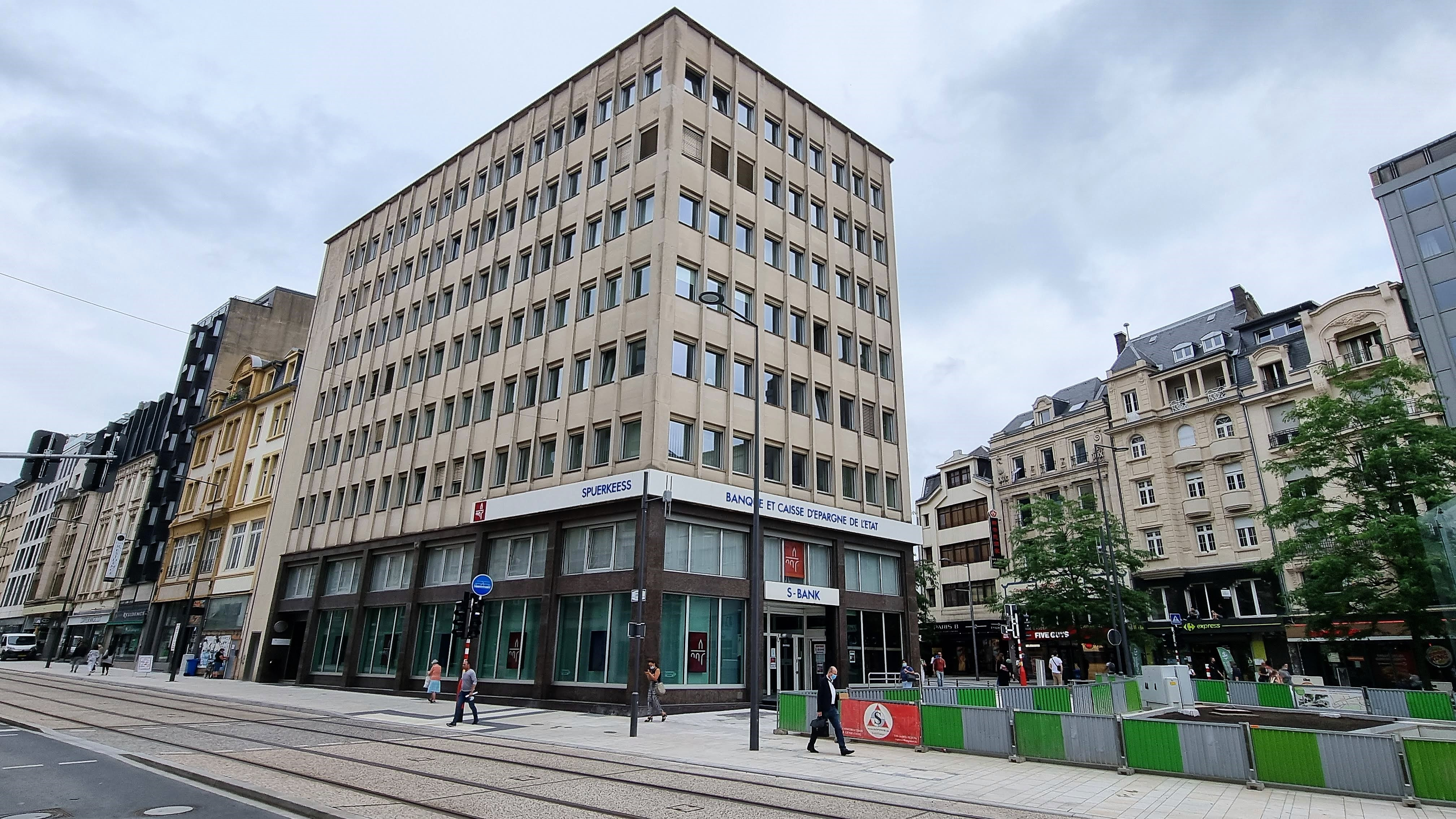
Alter Sitz des Ministeriums in der Nähe des Hauptbahnhofs

Die Hauptaufgabe des Ministeriums für den öffentlichen Dienst Luxemburg (Ministère de la Fonction publique) im Großherzogtum Luxemburg ist die Schaffung von Rahmenbedingungen, die es ermöglichen, die Bevölkerung mit einem attraktiven und exemplarischen öffentlichen Dienst von hoher Performance und Qualität zu versorgen.

## Kompetenzen
Kompetenzen des Ministeriums sind mittels großherzoglichen Beschluss vom 28. Mai 2019 festgelegt.
Dazu gehören:
- Commissariat du Gouvernement chargé de l'instruction disciplinaire,
- Institut national d'administration publique,
- Service national de la sécurité dans la fonction publique,
- Pensionskommission,
- Conseil de discipline.

## Liste der Minister
|                  |            | Dates du mandat | Dates du mandat |
| ---------------- | ---------- | --------------- | --------------- |
| Pierre Grègoire  | 15/07/1964 | 03/01/1967      | CSV             |
| Pierre Werner    | 03/01/1967 | 01/02/1969      | CSV             |
| Gaston Thorn     | 01/02/1969 | 15/06/1974      | DP              |
| Emile Krieps     | 15/06/1974 | 16/07/1979      | DP              |
| René Konen       | 16/07/1979 | 20/07/1984      | DP              |
| Marc Fischbach   | 20/07/1984 | 13/07/1994      | CSV             |
| Fernand Boden    | 13/07/1994 | 26/01/1995      | CSV             |
| Michel Wolter    | 26/01/1995 | 07/08/1999      | CSV             |
| Lydie Polfer     | 07/08/1999 | 31/07/2004      | DP              |
| Claude Wiseler   | 31/07/2004 | 23/07/2009      | CSV             |
| François Biltgen | 23/07/2009 | 30/04/2013      | CSV             |
| Octavie Modert   | 30/04/2013 | 04/12/2013      | CSV             |
| Dan Kersch       | 04/12/2013 | 05/12/2018      | LSAP            |
| Marc Hansen      | 05/12/2018 | 17/11/2023      | DP              |
| Serge Wilmes     | 17/11/2023 | bis heute       | CSV             |